# O'Kitch
O'Kitch est une ancienne chaîne de restauration rapide française, issue des 14 premiers restaurants ouverts par McDonald's en France. Elle a été fondée en 1982 par l'homme d'affaires Raymond Dayan à la suite d'un procès contre McDonald's.
En 1986, O'Kitch est achetée par son concurrent belge Quick, et tous ses restaurants se changent en restaurants Quick.

## Histoire

### Contexte
Le 31 mai 1961, Jacques Borel ouvre en France le premier restaurant Wimpy, une chaîne de restauration rapide britannique, mais revend ses établissements à la fin des années 1960 à cause d'un désaccord avec la maison mère. Néanmoins, ces restaurants franchisés rencontrent un petit succès et on dénombre 34 franchiseurs en 1970, aussi bien sur la restauration rapide que celle d'autoroute ou d'hôtellerie. C'est dans ce contexte que Raymond Dayan, un homme d'affaires français vivant aux États-Unis, a l'idée d'importer en France des restaurants franchisés McDonald's.

### Restaurants McDonald's
Après plusieurs mois de négociations, Raymond Dayan obtient en 1971 un contrat de la part de McDonald's. Ce contrat prévoit une exclusivité totale sur trente ans pour l'ouverture de restaurants à Paris, en région parisienne et en Normandie, jusqu'à 150 restaurants, ainsi qu'une redevance à hauteur de 1 % du chiffre d'affaires, au lieu des 10 % habituels (20 % aujourd'hui). Cette redevance augmente selon les années, mais n'est censé atteindre les 2,5 % qu'après 25 ans,. Ce contrat très avantageux s'explique notamment par le fait que la France n'était pas une cible pour la firme.
Le 30 juin 1972, Dayan ouvre son premier restaurant à Créteil, sur l'avenue du Général-de-Gaulle près de la préfecture. Un an plus tard, il ouvre également un restaurant sur l'avenue des Champs-Élysées. Le succès n'est pas immédiat et il faut attendre 3 ans, en 1976, avant que les restaurants ne deviennent rentables. Dayan finit donc à la tête de quatorze restaurants qui vendent 6 millions de repas par an avec un chiffre d'affaires de 60 millions de francs, presque le double des filiales étrangères,. Entre 1978 et 1979, le chiffre d'affaires des restaurants augmentent également de 85 %.
Devant ce succès, McDonald's propose de racheter ses restaurants à Dayan, mais ce dernier refuse. En réponse, Dayan reçoit en avril 1978 une notification de l'entreprise lui annonçant qu'il a violé les normes d'hygiène — notamment la présence de chiens dans l'espace de stockage de la nourriture —, mettant fin au contrat de franchise. Il est également accusé de ne pas respecter les températures adéquates pour la cuisson des aliments et de faire attendre trop longtemps les clients,.
Raymond Dayan intente alors un procès à McDonald's à Chicago, où se trouve le siège social de l'entreprise. En juin 1978, Dayan obtient une injonction interlocutoire qui annule la rupture de contrat, mais ne lui permet pas d'ouvrir de nouveaux restaurants. McDonald's, qui ouvre un restaurant le 17 septembre 1979 à Strasbourg, obtient finalement gain de cause devant le Tribunal de Chicago, en décembre 1982. Dayan a tout de même fait appel, qui est finalement refusé en 1984,.
Raymond Dayan peut toutefois garder ses quatorze restaurants, mais doit alors les renommer « O'Kitch ».

### Suite et rachat
Après le renommage, O'Kitch, qui était la première chaîne de restauration rapide à Paris, voit une baisse de 30 % de son chiffre d'affaires. En effet, au début des années 1980, les chaînes de restauration rapide se multiplient en France, dont Quick en 1980 avec l'aide du groupe Casino. Quick, qui devient le seul concurrent de McDonald's en France, rachète alors plusieurs enseignes de restauration rapide, dont O'Kitch en 1986 et Free Time en 1988. Chacune de ces deux enseignes détenaient à ce moment 8 % du marché de la restauration rapide, uniquement devancé par Quick et ses 12 %.
En 1985, O'Kitch participe à un salon à la porte de Versailles consacré à la restauration rapide.

## Identité visuelle
Le slogan de la chaîne était « Mangez show », et son logo représentait un « K » majuscule rouge dans un cercle avec un accent aigu penché de 45° vers la gauche,.